# Communauté de communes Picardie des Châteaux
Die Communauté de communes Picardie des Châteaux ist ein französischer Gemeindeverband mit der Rechtsform einer Communauté de communes im Département Aisne in der Region Hauts-de-France. Sie wurde am 15. Dezember 2016 gegründet und umfasst 36 Gemeinden. Der Verwaltungssitz befindet sich in der Gemeinde Pinon.

## Historische Entwicklung
Der Gemeindeverband entstand mit Wirkung vom 1. Januar 2017 durch Fusion der Vorgängerorganisationen
- Communauté de communes des Vallons d’Anizy und
- Communauté de communes du Val de l’Ailette, von der sich jedoch drei Gemeinden der Communauté d’agglomération Chauny-Tergnier-La Fère anschlossen.[3]

Der Erlass vom 22. Oktober 2018 legte mit Wirkung zum 1. Januar 2019 die Eingliederung der früheren Gemeinden Anizy-le-Château, Faucoucourt und Lizy in die Commune nouvelle Anizy-le-Grand fest, die zum Gemeindeverband aufgenommen wird.
Der Erlass vom 11. November 2018 legte mit Wirkung zum 1. Januar 2019 die Eingliederung der früheren Gemeinde Suzy in die Commune nouvelle Cessières-Suzy fest. Damit verlässt sie den Gemeindeverband.

## Mitgliedsgemeinden
| Gemeinde                                     | Einwohner 1. Januar 2022 | Fläche km² | Dichte Einw./km² | Code INSEE | Postleitzahl |
| -------------------------------------------- | ------------------------ | ---------- | ---------------- | ---------- | ------------ |
| Anizy-le-Grand                               | 2.510                    | 20,57      | 122              | 02018      | 02320        |
| Barisis-aux-Bois                             | 746                      | 15,11      | 49               | 02049      | 02700        |
| Bassoles-Aulers                              | 130                      | 7,03       | 18               | 02052      | 02380        |
| Besmé                                        | 166                      | 2,66       | 62               | 02078      | 02300        |
| Blérancourt                                  | 1.212                    | 10,80      | 112              | 02093      | 02300        |
| Bourguignon-sous-Coucy                       | 104                      | 2,80       | 37               | 02107      | 02300        |
| Bourguignon-sous-Montbavin                   | 146                      | 1,92       | 76               | 02108      | 02000        |
| Brancourt-en-Laonnois                        | 710                      | 6,56       | 108              | 02111      | 02320        |
| Camelin                                      | 436                      | 9,15       | 48               | 02140      | 02300        |
| Chaillevois                                  | 197                      | 2,17       | 91               | 02155      | 02000        |
| Champs                                       | 311                      | 9,16       | 34               | 02159      | 02670        |
| Coucy-la-Ville                               | 195                      | 6,11       | 32               | 02219      | 02380        |
| Coucy-le-Château-Auffrique                   | 989                      | 11,46      | 86               | 02217      | 02380        |
| Crécy-au-Mont                                | 323                      | 11,83      | 27               | 02236      | 02380        |
| Folembray                                    | 1.362                    | 8,85       | 154              | 02318      | 02670        |
| Fresnes-sous-Coucy                           | 160                      | 7,30       | 22               | 02333      | 02380        |
| Guny                                         | 363                      | 9,32       | 39               | 02363      | 02300        |
| Jumencourt                                   | 126                      | 6,20       | 20               | 02395      | 02380        |
| Landricourt                                  | 129                      | 5,83       | 22               | 02406      | 02380        |
| Leuilly-sous-Coucy                           | 445                      | 12,69      | 35               | 02423      | 02380        |
| Merlieux-et-Fouquerolles                     | 255                      | 5,77       | 44               | 02478      | 02000        |
| Montbavin                                    | 40                       | 5,44       | 7                | 02499      | 02000        |
| Pinon                                        | 1.650                    | 9,48       | 174              | 02602      | 02320        |
| Pont-Saint-Mard                              | 185                      | 6,79       | 27               | 02616      | 02380        |
| Prémontré                                    | 596                      | 8,33       | 72               | 02619      | 02320        |
| Quincy-Basse                                 | 54                       | 3,87       | 14               | 02632      | 02380        |
| Royaucourt-et-Chailvet                       | 228                      | 3,04       | 75               | 02661      | 02000        |
| Saint-Aubin                                  | 279                      | 8,36       | 33               | 02671      | 02300        |
| Saint-Paul-aux-Bois                          | 360                      | 11,13      | 32               | 02686      | 02300        |
| Selens                                       | 207                      | 7,65       | 27               | 02704      | 02300        |
| Septvaux                                     | 179                      | 8,56       | 21               | 02707      | 02410        |
| Trosly-Loire                                 | 551                      | 15,21      | 36               | 02750      | 02300        |
| Urcel                                        | 539                      | 7,20       | 75               | 02755      | 02000        |
| Vauxaillon                                   | 504                      | 13,77      | 37               | 02768      | 02320        |
| Verneuil-sous-Coucy                          | 136                      | 4,58       | 30               | 02786      | 02380        |
| Wissignicourt                                | 154                      | 4,46       | 35               | 02834      | 02320        |
| Communauté de communes Picardie des Châteaux | 16.677                   | 291,16     | 57               | –          | –            |